# DP Гончих Псов
DP Гончих Псов (лат. DP Canum Venaticorum), HD 109703 — двойная звезда в созвездии Гончих Псов на расстоянии приблизительно 1025 световых лет (около 314 парсек) от Солнца. Визуальная звёздная величина звезды — от +8,65m до +8,58m. Возраст звезды определён как около 800 млн лет.
Внимание к DP Гончих Псов было привлечено в ходе отбора кандидатов на допплеровскую визуализацию в исследовании Vienna-KPNO. Звезда является кандидатом в небольшую группу быстро вращающихся богатых литием гигантов*.

## Характеристики
Первый компонент — жёлто-оранжевый гигант, вращающаяся переменная звезда типа BY Дракона (BY:) спектрального класса G5III, или G5, или K1III. Масса — около 2,553 солнечной, радиус — около 10,922 солнечного, светимость — около 44,833 солнечной. Эффективная температура — около 4976 K.
Второй компонент — коричневый карлик. Масса — около 16,73 юпитерианской. Удалён в среднем на 2,044 а.е..